# Émilie Chalas
Émilie Chalas (ur. 18 października 1977 w Échirolles) – francuska polityk reprezentująca partię La République En Marche! W wyborach parlamentarnych w czerwcu 2017 r. została wybrana do francuskiego Zgromadzenia Narodowego, w którym reprezentuje departament Isère.